# Mr.Children Stadium Tour 2015 未完
『Mr.Children Stadium Tour 2015 未完』（ミスター・チルドレン・スタジアム・ツアー にせんじゅうご みかん）は日本のバンド・Mr.Childrenの21作目の映像作品。2016年3月16日にトイズファクトリーよりBlu-ray DiscとDVDで発売された。

## リリース・音楽性
Blu-ray DiscとDVDの2形態で発売。DVDは2枚組。3方背ボックス仕様となっており、114ページのフォトブックが封入されている。
2015年6月4日に発売された18thアルバム『REFLECTION』を引っ提げ開催したドーム・スタジアムツアー『Mr.Children Stadium Tour 2015 未完』のうち、2015年9月6日に豪雨の中行なわれた神奈川・日産スタジアム公演のライブの模様を収録している。監督は稲垣哲朗 (bloomotion) が務めた。また、特典映像としてメンバーおよびツアー関係者へのインタビューや、ライブの演出映像を収録。
Mr.Childrenの映像作品としては、『Mr.Children REFLECTION {Live & Film}』以来3か月ぶりとなるリリース。
本作のアートディレクターは丹下紘希が担当。イラストは牧野惇 (P.I.C.S.) によるもの。
発売に合わせ、本作に収録されている「タガタメ」「進化論」の映像がMr.Childrenの公式YouTubeチャンネルにアップロードされた。また、メジャー・デビュー25周年記念日となる2017年5月10日には「光の射す方へ」「Tomorrow never knows」の映像が公開された。

## チャート成績
初週でDVD約4.8万枚、Blu-ray Disc約5.5万枚を売り上げ、2016年3月28日付のオリコン週間DVDランキングおよび週間Blu-rayランキングでともに初登場1位を獲得。Mr.Childrenとしては『MR.CHILDREN TOUR POPSAURUS 2012』以来となる通算10作目の週間DVDランキング1位、『Mr.Children [(an imitation) blood orange] Tour』以来となる通算4作目の週間Blu-rayランキング1位となり、『Mr.Children STADIUM TOUR 2011 SENSE -in the field-』以来となる通算3作目のDVDとBlu-rayでの同時首位獲得となった。また、音楽作品のDVDとBlu-rayを合計した「オリコン総合ミュージック映像ランキング」でも初登場1位となり、Mr.Childrenとして初の映像3部門同時1位を達成した。

## 出演
- Mr.Children
  - 桜井和寿：Vocal & Guitar
  - 田原健一：Guitar
  - 中川敬輔：Bass
  - 鈴木英哉：Drums
- SUNNY：Keyboards

## 収録内容
1. ＜Prologue “未完”＞
2. ＜OPENING＞
  - オープニング映像の監督は牧野惇 (P.I.C.S.) が務めた。ナレーションはチャールズ・グラバーが担当。
  - ここで流れている曲は「Theme of 未完」というタイトルで、桜井和寿作曲によるものである。演奏は四家卯大ストリングスによるもの[16]。
3. 未完
4. 擬態
5. ニシエヒガシエ
6. 光の射す方へ
7. CHILDREN'S WORLD
  - ライブでは『Mr.Children STADIUM TOUR -Hounen Mansaku- 夏祭り1995 空[ku:]』以来約20年ぶりの演奏。映像化されるのは本作が初となった。
  - イントロで鈴木英哉と桜井によるMCが行なわれた。
  - 曲中、アマチュア時代に渋谷La.mamaで同曲を演奏している映像が挿し込まれる。
8. ＜MC＞
9. 運命
10. FIGHT CLUB
11. 斜陽
12. I Can Make It
13. ＜MC＞
  - メンバーがセンターステージへ移動。合わせてメンバー紹介が行なわれた。
14. 忘れ得ぬ人
  - センターステージでの演奏。
15. ＜MC＞
16. and I love you
  - センターステージでの演奏。
17. タガタメ
  - センターステージでの演奏。
18. ＜SE＞
  - メンバーがメインステージへ移動。
19. 蜘蛛の糸
20. REM
21. WALTZ
22. フェイク
23. ALIVE
  - DVDではここまでがDisc 1となっている。
24. ＜SE＞
25. 進化論
26. 終わりなき旅
  - 桜井はセンターステージ、桜井以外はメインステージでの演奏。
27. 幻聴
28. 足音 〜Be Strong
29. ENCORE
30. I wanna be there
  - センターステージでの演奏。観客にスマートフォンのライトを点灯させる演出が行なわれた。
31. overture 〜 蘇生
  - 「overture」でメンバーがメインステージへ移動。
32. fantasy
33. Tomorrow never knows
34. innocent world
  - キーを半音下げて演奏された。
35. ＜ENDING＞
36. Starting Over
  - ラスサビへ入る前に桜井のインタビュー映像が挿し込まれる。
37. ＜END ROLL＞
  - BGMは「未完」。
  - エンドクレジットの後に2015年11月26日に行なわれたZepp対バンツアー『Mr.Children 2マンLIVE』Zepp Tokyo公演のMC映像と、本スタジアムツアー最終日となる2015年9月30日に行なわれた京セラドーム大阪公演前のリハーサルで桜井が「忙しい僕ら」を弾き語りしている映像が流れる。

### BONUS
1. Talk about Stadium Tour 2015 未完
  - メンバーやツアー関係者へのインタビュー映像。
2. Tour Theme "OPENING" Movie
  - スクリーン映像。
3. Tour Theme "ENDING" Movie
  - スクリーン映像。
4. 進化論
  - スクリーン映像。監督は半崎信朗が務めた[17]。